# 極秘指令 ドッグ×ドッグ
『極秘指令 ドッグ×ドッグ』（ごくひしれいドッグドッグ、Operation: Endgame）は2010年のアメリカ合衆国のアクション・コメディ映画。監督はフアド・ミカティ、出演はジョー・アンダーソン、ロブ・コードリー、エレン・バーキンなど。地下の秘密オフィスという密室空間を舞台に、エリート工作員たちが壮絶な殺し合いを展開するさまをシニカルなユーモアとハードなバイオレンスで描いている。

## ストーリー
2009年1月20日、オバマ新大統領の就任に全米が沸き立つ中、旧政権下で極秘ミッションに関わって来た「ファクトリー」と呼ばれる非合法工作組織にエリックが着任する。地下の秘密オフィスに初出勤した彼には「愚者」のコードネームが与えられ、ファクトリーの2つのチーム「オメガ」と「アルファ」のうち、オメガに配属される。そこでエリックはアルファのメンバーで「節制」と名乗る元恋人キャシーと再会する。そんな中、2チームを統括する「悪魔」が何者かに殺害され、ファクトリーのメンバーを秘密オフィスごと爆破する「終末計画」が作動する。メンバーらは秘密の脱出口を探すために、オメガとアルファのメンバーで1人ずつコンビを組んで互いに監視し合うことにする。ところが、アルファのメンバーには密かにオメガのメンバーを殺害する命令が下されていたことから、メンバーらは血みどろの激しい殺し合いをすることになり、次々にメンバーは死んで行く。そんな中、エリックの前任者で「戦車」の親友だった「力」が死に至るきっかけとなったヘマを犯した下請け工作員がエリックであることが判明する。そんなエリックが何故ファクトリーにやって来たのか、謎を残したまま、エリックと「節制」は協力することで何とか生き残り、2人は爆破ギリギリで脱出に成功する。
一方、警備・監視ルームでは「悪魔」が死ぬ直前に残したボイスメールが再生され、ファクトリーが行なって来た悪事の全てを明らかにする証拠のファイルが、「悪魔」の古くからの恋人である人事担当のスーザンに託されていたことが明らかになる。実はそのファイルを回収するためにスーザンが送り込んだのがエリックだったのだ。エリックは「節制」を殺害すると回収の成功をスーザンに伝え、スーザンの手引きで高飛びする。スーザンは全てを知ってしまった監視役のニールとカールを射殺する。

## キャスト

### オメガ
- 皇帝: ボブ・オデンカーク - スパイ歴30年のベテラン。
- 戦車: ロブ・コードリー - 腕はいいが今は呑んだくれ。
- 女教皇: マギー・Q - アジア系の女殺し屋。
- 審判: ヴィング・レイムス - ITと爆破のプロ。アフリカ系。
- 愚者（エリック）: ジョー・アンダーソン - 新人で「力」の後任。泥棒。

### アルファ
- 女帝: エレン・バーキン - アバズレ。「戦車」とは犬猿の仲。
- 節制（キャシー）: オデット・ユーストマン - エリックの元恋人。
- 魔術師: アダム・スコット - 経済テロリスト。
- 教皇: エミリー・デ・レイヴィン - 巨大教会の実験室で作られたクレイジーな殺し屋。
- 塔: ブランドン・T・ジャクソン - 大学新卒の新人。アフリカ系で共和党員。

### その他
- 悪魔: ジェフリー・タンバー - 2チームの統括。
- 隠者: ザック・ガリフィアナキス - チームに属していない元暗殺者。
- スーザン: ベス・グラント - 人事担当。
- ニール: マイケル・ヒッチコック - 警備・監視係。
- カール: ティム・バグレー - 警備・監視係。

## 製作
当初のタイトルは『Rogues Gallery』だったが後に『Operation: Endgame』と変更された。
撮影期間は2008年7月21日から同年9月までである。

## 封切り
米国では、ニューヨークとロサンゼルスでのみ劇場公開され、DVDスルーされた。

## 作品の評価
Rotten Tomatoesによれば、5件の評論のうち高評価は40%にあたる2件で、平均点は10点満点中5点となっている。